# Eccellenza Sardegna
Il campionato di Eccellenza della Sardegna è il principale campionato di calcio disputato nell'isola. Precedentemente chiamato Prima Categoria e Promozione, prevede solitamente la partecipazione di 16 squadre. Chi ottiene il maggior numero di punti si aggiudica il titolo di campione Regionale e viene direttamente promosso alla Serie D nazionale, massimo campionato dilettantistico. Le squadre che vanno dalla seconda alla quinta posizione si affrontano nei play-off (andata e ritorno, con finale unica su campo neutro), e la vincente si aggiudica il passaggio alla fase Nazionale, che prevede degli spareggi Interregionali per un posto in Serie D. Le squadre classificate alla dodicesima ed alla tredicesima posizione si affrontano nei play-out per decidere la squadra che parteciperà agli spareggi interdivisionali contro le vincenti dei play-off di Promozione per evitare la retrocessione di categoria. Le ultime tre classificate (quattordicesima, quindicesima e sedicesima) retrocedono automaticamente in Promozione.

## Storia
Il massimo campionato regionale di calcio in Sardegna ha necessitato di più tempo rispetto al resto d'Italia per evolversi a pieno titolo, essendosi sviluppato tramite tornei amichevoli di carattere non ufficiale ed U.L.I.C. fino al primo dopoguerra: è solo nel 1922 che il comitato regionale bandisce il primo campionato regionale di Terza Divisione, campionato che tuttavia non venne mai disputato per via dell'iscrizione del solo Cagliari Calcio, il quale venne dichiarato d'ufficio il primo club campione di Sardegna senza scendere mai in campo. Tuttavia, i rossoblù mancavano dei requisiti necessari al campionato nazionale di Seconda Divisione e dovettero iscriversi al campionato di Terza Divisione successivo, annoverabile come il primo campionato federale ufficialmente disputato in Sardegna: il primo calcio d'inizio ufficiale dell'isola venne fischiato il 21 aprile 1924, allo "Stallaggio Meloni" di Cagliari, tra S.G. Amsicora e Cagliari, e si concluse con il punteggio di 3 a 0 per i rossoblù. Al campionato parteciparono S.G. Amsicora, Cagliari e Torres, e fu il Cagliari a fregiarsi del titolo, conquistato anche nella stagione 1924-1925 e sfiorato nella stagione 1925-1926, la quale venne annullata in seguito a disordini che si verificarono tra i cagliaritani della S.G. Amsicora ed i sassaresi della Torres. Seguirono anni altalenanti, nei quali la terza divisione rimase l'unico campionato disputato nell'isola, eccezion fatta per le stagioni 1926-1927, 1930-1931, e 1935-1936, nelle quali il torneo non venne organizzato, e per la stagione 1934-1935, nel quale venne organizzata una Seconda Divisione. A partire dalla stagione 1936-1937, il campionato sardo assunse il titolo di Prima Divisione e venne disputato con regolarità fino alla stagione 1942-1943, a partire dalla quale i campionati ufficiali vennero sospesi a causa della Seconda Guerra Mondiale. 
La Prima Divisione riprese a pieno regime le attività a partire dalla stagione 1945-1946 e cambiò denominazione diverse volte tra Promozione, Prima Categoria e Campionato Dilettanti Sardegna fino ad assumere, in linea definitiva a partire dalla stagione 1991-1992, il nome di Eccellenza.

### Titoli di campione sardo per squadra
Di seguito, la classifica storica delle squadre che hanno vinto il massimo campionato regionale in Sardegna dal 1924 ad oggi.
Dalla stagione 1981-1982 alla stagione 1989-1990 il titolo veniva assegnato parimerito alle prime classificate di entrambi i gironi.
Sono 52 le squadre ad aver conquistato il massimo titolo sardo dalla stagione 1922-1923 fino alla stagione 2023-2024, per un totale di 95 campionati disputati (in grassetto i club che si sono iscritti al campionato di Eccellenza Sardegna 2025-2026).
- Cagliari[3],  Calangianus ,  Monteponi Iglesias 6
- Ilvamaddalena,  Olbia ,  Nuorese,  Alghero  : 5
- Carbonia,  Torres ,  Sant'Elena : 3
- Tempio ,  Thiesi ,  Sorso ,  Porto Torres ,  Arzachena ,  Atletico Elmas ,  Muravera ,  Latte Dolce,    Ozierese ,  Tavolara ,  Budoni,  Pirri ,  Monreale ,  La Medusa (Bosa): 2
- Cagliari B,  Torres B,  Montevecchio ,  C.U.S. Cagliari ,  Guspini ,  Tharros ,  Isili,  Fertilia ,  Carloforte ,  San Marco Cabras,  Gialeto,  Fersulcis ,  Macomer,  Gonnesa ,  Ittiri ,  La Palma Monteurpinu ,  Selargius ,  Terralba ,  Castelsardo ,  Fermassenti ,  Santa Teresa,  Villacidrese,  Sanluri ,  Progetto Sant'Elia,  Tortolì ,  Castiadas ,  Atletico Uri,  San Giorgio Fois : 1

## Albo d'oro
| Stagione  | Vincitore          | Promosso dopo Playoff nazionali | Partecipa ai Playoff nazionali | Capocannoniere | Capocannoniere                                                  | Capocannoniere                                            | Capocannoniere                 |
| Stagione  | Vincitore          | Promosso dopo Playoff nazionali | Partecipa ai Playoff nazionali | Reti           | Naz.                                                            | Giocatore                                                 | Squadra                        |
| --------- | ------------------ | ------------------------------- | ------------------------------ | -------------- | --------------------------------------------------------------- | --------------------------------------------------------- | ------------------------------ |
| 1991-1992 | Castelsardo        |                                 |                                | 15             | Italia (bandiera)                                               | Gian Luca Boi                                             | Iglesias                       |
| 1992-1993 | Monteponi Iglesias |                                 |                                | 17             | Italia (bandiera) · Italia (bandiera)                           | Maurizio Giannoni, Celestino Ciarolu                      | Iglesias, Santa Teresa         |
| 1993-1994 | Fermassenti        |                                 | Ariete Solanas                 | 16             | Italia (bandiera)                                               | Giampaolo Murru                                           | Carloforte                     |
| 1994-1995 | Ilvamaddalena      |                                 | Monteponi Iglesias             | 15             | Italia (bandiera)                                               | Nicola Pirina                                             | Ilvamaddalena                  |
| 1995-1996 | Atletico Elmas     |                                 | Monteponi Iglesias             | 22             | Italia (bandiera)                                               | Paolo Pasini                                              | Atletico Sirio                 |
| 1996-1997 | Santa Teresa       |                                 | Carloforte                     | 18             | Italia (bandiera)                                               | Simone Cardu                                              | Ilvamaddalena                  |
| 1997-1998 | Arzachena          |                                 | Pula                           | 18             | Italia (bandiera)                                               | Giampaolo Murru (2ºtitolo)                                | Pula                           |
| 1998-1999 | Villacidrese       |                                 | Sant'Elena                     | 23             | Italia (bandiera)                                               | Gian Luca Boi (2ºtitolo)                                  | Arbus                          |
| 1999-2000 | Tavolara           | Arbus                           |                                | 18             | Italia (bandiera) · Italia (bandiera)                           | Giampaolo Murru (3ºtitolo), Paolo Pasini (2ºtitolo)       | Monteponi Iglesias, Sant'Elena |
| 2000-2001 | Atletico Elmas     |                                 | Alghero                        | 25             | Italia (bandiera)                                               | Celestino Ciarolu (2ºtitolo)                              | Calangianus                    |
| 2001-2002 | Calangianus        |                                 | Monteponi Iglesias             | 26             | Italia (bandiera)                                               | Giampaolo Murru (4ºtitolo)                                | Monteponi Iglesias             |
| 2002-2003 | Arzachena          |                                 | Arbus                          | 26             | Italia (bandiera)                                               | Giampaolo Murru (5ºtitolo)                                | Arbus                          |
| 2003-2004 | Alghero            |                                 | Tavolara                       | 21             | Italia (bandiera)                                               | Gianluca Siazzu                                           | Tavolara                       |
| 2004-2005 | Nuorese            |                                 | Castelsardo                    | 23             | Italia (bandiera)                                               | Giampaolo Murru (6ºtitolo)                                | Macomer                        |
| 2005-2006 | Tempio             |                                 | Budoni                         | 25             | Italia (bandiera)                                               | Gianluca Siazzu (2ºtitolo)                                | Budoni                         |
| 2006-2007 | Tavolara           |                                 | Budoni                         | 23             | Italia (bandiera)                                               | Christian Ibba                                            | Quartu 2000                    |
| 2007-2008 | Budoni             |                                 | Selargius                      | 20             | Italia (bandiera)                                               | Nunzio Falco                                              | Samassi                        |
| 2008-2009 | Sanluri            | Selargius                       |                                | 25             | Italia (bandiera)                                               | Gigi Marras                                               | Sanluri                        |
| 2009-2010 | Porto Torres       |                                 | Castiadas                      | 21             | Italia (bandiera)                                               | Omar Floris                                               | Progetto Sant'Elia             |
| 2010-2011 | Progetto Sant'Elia |                                 | Torres                         | 23             | Italia (bandiera) · Italia (bandiera)                           | Christian Ibba (2ºtitolo), Federico Trogu                 | Progetto Sant'Elia, Villacidro |
| 2011-2012 | Torres             |                                 | Olbia                          | 33             | Italia (bandiera)                                               | Gianluca Siazzu (3ºtitolo)                                | Olbia                          |
| 2012-2013 | Olbia              |                                 | Latte Dolce                    | 24             | Italia (bandiera)                                               | Andrea Usai                                               | Latte Dolce                    |
| 2013-2014 | Nuorese            |                                 | Fertilia                       | 20             | Italia (bandiera)                                               | Sergio Nurchi                                             | Muravera                       |
| 2014-2015 | Muravera           |                                 | Castiadas                      | 32             | Italia (bandiera)                                               | Antonio Mesina                                            | Castiadas                      |
| 2015-2016 | Latte Dolce        | San Teodoro                     |                                | 30             | Italia (bandiera)                                               | Antonio Borrotzu                                          | Atletico Uri                   |
| 2016-2017 | Tortolì            | Budoni                          |                                | 31             | Italia (bandiera)                                               | Marco Nieddu                                              | Tortolì                        |
| 2017-2018 | Castiadas          | Torres                          |                                | 22             | Italia (bandiera)                                               | Antonio Mesina (2ºtitolo)                                 | Castiadas                      |
| 2018-2019 | Muravera           |                                 | Sorso                          | 43             | Italia (bandiera)                                               | Giuseppe Meloni                                           | Muravera                       |
| 2019-2020 | Carbonia           |                                 | Castiadas                      | 14             | Italia (bandiera) · Italia (bandiera)                           | Mauro Ragatzu, Mattia Caddeo                              | Nuorese, Guspini               |
| 2020-2021 | Atletico Uri       |                                 |                                | 14             | Italia (bandiera)                                               | Mauro Ragatzu (2ºtitolo)                                  | Nuorese                        |
| 2021-2022 | Ilvamaddalena      |                                 | Taloro Gavoi                   | 27             | Argentina (bandiera)                                            | Mauricio Ezequiel Villa                                   | Budoni                         |
| 2022-2023 | Latte Dolce        | Budoni                          |                                | 26             | Italia (bandiera)                                               | Andrea Sanna                                              | Tharros                        |
| 2023-2024 | Ilvamaddalena      |                                 | Ossese                         | 25             | Italia (bandiera)                                               | Alessio Mulas                                             | San Teodoro-Porto Rotondo      |
| 2024-2025 | Budoni             | Monastir                        |                                | 15             | Italia (bandiera) · Argentina (bandiera) · Argentina (bandiera) | Sergio Nurchi (2ºtitolo), Ezequiel Franchi, Nicolas Ricci | Monastir, Ossese, Carbonia     |

### Titoli per squadra
| Squadra            | Titoli | Edizioni                        |
| ------------------ | ------ | ------------------------------- |
| Ilvamaddalena      | 3      | 1994-1995, 2021-2022, 2023-2024 |
| Atletico Elmas     | 2      | 1995-1996, 2000-2001            |
| Arzachena          | 2      | 1997-1998, 2002-2003            |
| Tavolara           | 2      | 1999-2000, 2004-2005            |
| Nuorese            | 2      | 2004-2005, 2013-2014            |
| Muravera           | 2      | 2014-2015, 2018-2019            |
| Latte Dolce        | 2      | 2015-2016, 2022-2023            |
| Budoni             | 2      | 2007-2008, 2024-2025            |
| Castelsardo        | 1      | 1991-1992                       |
| Monteponi Iglesias | 1      | 1992-1993                       |
| Fermassenti        | 1      | 1993-1994                       |
| Santa Teresa       | 1      | 1996-1997                       |
| Villacidrese       | 1      | 1998-1999                       |
| Calangianus        | 1      | 2001-2002                       |
| Alghero            | 1      | 2003-2004                       |
| Tempio             | 1      | 2005-2006                       |
| Sanluri            | 1      | 2008-2009                       |
| Porto Torres       | 1      | 2009-2010                       |
| Progetto Sant'Elia | 1      | 2010-2011                       |
| Torres             | 1      | 2011-2012                       |
| Olbia              | 1      | 2012-2013                       |
| Tortolì            | 1      | 2016-2017                       |
| Castiadas          | 1      | 2017-2018                       |
| Carbonia           | 1      | 2019-2020                       |
| Atletico Uri       | 1      | 2020-2021                       |

### Titoli per Provincia con Subregione
| Provincia    | Numeri vittorie | Subregione                                         |
| ------------ | --------------- | -------------------------------------------------- |
| Sassari      | 20              | 13 Gallura, 4 Sassarese, 2 Nurra, 1 Anglona        |
| Sud Sardegna | 8               | 3 Sulcis-Iglesiente, 3 Sarrabus-Gerrei, 2 Monreale |
| Nuoro        | 3               | 2 Barbagia di Nuoro, 1 Ogliastra                   |
| Cagliari     | 3               | 3 Campidano di Cagliari                            |
| Oristano     | -               | -                                                  |

## Numero di campionati vinti per allenatore

### 3 campionati
- Bernardo Mereu:  Atletico Elmas[4] 1995-1996,  Villacidrese 1998-1999,  Nuorese 2013-2014
- Sergio Bagatti:  Santa Teresa 1996-1997,  Arzachena 1997-1998,  Arzachena 2002-2003
- Mauro Giorico:  Torres 2011-2012,  Olbia 2012-2013,  Latte Dolce 2022-2023

### 2 campionati
- Virgilio Perra:  Atletico Elmas 2000-2001,  Nuorese 2004-2005
- Luigi Alvardi:  Alghero 2003-2004,  Budoni 2007-2008
- Massimiliano Paba:  Latte Dolce 2015-2016,  Atletico Uri 2020-2021
- Francesco Loi:  Tortolì 2016-2017,  Muravera 2018-2019

### 1 campionato
- Giuseppe Eppe Zolo:  Castelsardo 1992-1992
- Alberto Basciu:  Monteponi Iglesias 1992-1993
- Toto Uccheddu:  Fermassenti 1993-1994
- Nino Catuogno:  Ilvamaddalena 1994-1995
- Michele Tamponi:  Tavolara 1999-2000
- Mario Petrone:  Calangianus 2001-2002
- Gianni Addis:  Tempio 2005-2006
- Giuseppe Leggieri:  Tavolara 2006-2007
- Enzo Zottoli:  Sanluri 2008-2009
- Rosario Affuso:  Porto Torres 2009-2010
- Massimiliano Pani:  Progetto Sant'Elia 2010-2011
- Stefano Senigagliesi:  Muravera 2014-2015
- Sebastiano Pinna:  Castiadas 2017-2018
- Andrea Marongiu:  Carbonia 2019-2020
- Sandro Acciaro:  Ilvamaddalena 2021-2022
- Carlo Cotroneo:  Ilvamaddalena 2023-2024
- Raffaele Cerbone:  Budoni 2024-2025

## Albo d'oro Supercoppa Regionale
| Stagione | Data          | Luogo         | Campione          | Finalista     | Risultato     |               |
| -------- | ------------- | ------------- | ----------------- | ------------- | ------------- | ------------- |
| 2006-07  | 12/05/07      | Castelsardo   | Castelsardo       | Sanluri       | 2-0           |               |
| 2007-08  | 23/04/08      | Sanluri       | Terralba          | Sanluri       | 0-0 (4-3 dtr) |               |
| 2008-09  | 03/09/09      | Castelsardo   | Porto Torres      | Valledoria    | 1-0           |               |
| 2009-10  | 08/05/10      | Berchidda     | Porto Torres      | Porto Rotondo | 3-0           |               |
| 2010-11  | 06/05/11      | Arborea       | Pula              | Taloro Gavoi  | 2-1 (dts)     |               |
| 2011-12  | 19/05/12      | Macomer       | Torres            | Fonni         | 2-1           |               |
| 2012-13  | 18/05/13      | Barumini      | Muravera          | Sant'Antioco  | 4-2           |               |
| 2013-14  | 10/05/14      | Tonara        | Porto Corallo     | Tonara        | 3-1           |               |
| 2014-15  | 30/04/15      | Lanusei       | Frassinetti Elmas | Lanusei       | 2-2 (7-6 dtr) |               |
| 2015-16  | 11/05/16      | Bosa          | Ghilarza          | Bosa          | 1-0           |               |
| 2016-17  | 04/05/17      | Dorgali       | Tortolì           | Dorgalese     | 1-0           |               |
| 2017-18  | 01/05/18      | Oristano      | Dorgalese         | Tonara        | 0-0 (4-1 dtr) |               |
| 2018-19  | 22/12/19      | Nuoro         | Valledoria        | Nuorese       | 3-0 (tav.)    |               |
| 2019-20  | Non disputata | Non disputata | Non disputata     | Non disputata | Non disputata | Non disputata |
| 2020-21  | Non disputata | Non disputata | Non disputata     | Non disputata | Non disputata | Non disputata |
| 2021-22  | Non disputata | Non disputata | Non disputata     | Non disputata | Non disputata | Non disputata |
| 2022-23  | 06/05/23      | Bonorva       | Usinese           | Budoni        | 1-1 (6-5 dtr) |               |
| 2023-24  | Non disputata | Non disputata | Non disputata     | Non disputata | Non disputata | Non disputata |
| 2024-25  | 27/08/25      | Ossi          |                   |               |               |               |

In CORSIVO le squadre vincitrici della Coppa Italia Promozione.

## Partecipazioni e classifica perpetua
Sono 80 le squadre ad aver preso parte ai 35 campionati di Eccellenza Sardegna che sono stati disputati a partire dal 1991-92 fino alla stagione 2025-26 (in grassetto i club che si sono iscritti al campionato di Eccellenza Sardegna 2025-2026).
- 26:  Taloro Gavoi
- 22:  Sant'Elena
- 18:  Nuorese
- 17:  Calangianus,  Monteponi Iglesias
- 16:  San Teodoro[8]
- 15:  Carbonia,  Ghilarza,  Ilvamaddalena
- 14:  Alghero,  Tavolara
- 13:  Castelsardo,  Tharros,  Tortolì
- 11:  Ferrini Cagliari
- 10:  Arbus,  Castiadas,  Gialeto,  Muravera,  Pula,  Samassi
- 9:  Atletico Elmas,  Bosa,  Monastir,  Porto Rotondo,  Selargius,  Sinnai,  Tempio
- 8:  Budoni,  Carloforte,  Fertilia,  Valledoria
- 7:  Arzachena,  Atletico Uri,  Latte Dolce,  Ossese,  Villasimius
- 6:  Li Punti,  Santa Teresa di Gallura,  Terralba,  Villacidrese
- 5:  Buddusò,  Corrasi Oliena,  Guspini,  Ittiri,  La Palma Alghero,  La Palma,  Monreale,  Quartu 2000,  Sanluri
- 4:  Porto Corallo,  San Sperate,  Thiesi,  Tonara,  Torres
- 3:  Ariete Solanas,  Asseminese,   Barisardo,  Bittese,  Decimoputzu,  Fermassenti,  Lanusei,  Macomer,  Olbia,  Ozierese,  Ploaghe,  Porto Torres,  Progetto Sant'Elia
- 2:  Idolo,  Mandas,  Orrolese,  Riunite Villacidro,  Sant'Antioco,  Sorso,  Stintino,  Tergu Plubium
- 1:  Berchidda,  Decimese,  Olmedo,  Serramanna

### Classifica perpetua
La presente tabella riporta le statistiche di tutte le squadre che abbiano partecipato ad almeno una delle 33 edizioni del campionato di Eccellenza Sarda dalla sua istituzione (1991) all'ultima stagione conclusa (2024-2025).
| Pos. | Squadra                 | Part. | Punti | Pen. | G   | V   | N   | P   | GF   | GS  | DR   | MP    | 🏆 | 🔻 |
| ---- | ----------------------- | ----- | ----- | ---- | --- | --- | --- | --- | ---- | --- | ---- | ----- | -- | -- |
| 1.   | Taloro Gavoi            | 25    | 1031  |      | 746 | 278 | 206 | 262 | 1029 | 985 | 44   | 1,382 | -  | -  |
| 2.   | Sant'Elena              | 21    | 775   |      | 620 | 214 | 168 | 238 | 831  | 831 | 0    | 1,25  | -  | 4  |
| 3.   | San Teodoro             | 16    | 744   |      | 506 | 205 | 130 | 171 | 756  | 657 | 97   | 1,47  | -  | 2  |
| 4.   | Nuorese                 | 17    | 742   | -5   | 470 | 204 | 124 | 143 | 766  | 647 | 119  | 1,578 | 2  | 3  |
| 5.   | Calangianus             | 16    | 710   | -1   | 504 | 191 | 143 | 170 | 698  | 632 | 64   | 1,408 | 1  | 1  |
| 6.   | Monteponi Iglesias      | 16    | 662   |      | 488 | 198 | 128 | 162 | 660  | 545 | 115  | 1,356 | 1  | 2  |
| 7.   | Tavolara                | 14    | 591   |      | 424 | 163 | 125 | 136 | 556  | 499 | 57   | 1,393 | 2  | 1  |
| 8.   | Alghero                 | 14    | 572   |      | 428 | 149 | 137 | 142 | 540  | 581 | -41  | 1,336 | 1  | 4  |
| 9.   | Castelsardo             | 13    | 530   |      | 402 | 151 | 92  | 159 | 522  | 551 | -29  | 1,318 | 1  | 3  |
| 10.  | Ghilarza                | 15    | 525   |      | 440 | 142 | 99  | 199 | 560  | 716 | -156 | 1,193 | -  | 3  |
| 11.  | Tortolì                 | 12    | 525   |      | 374 | 141 | 111 | 122 | 548  | 514 | 34   | 1,403 | 1  | 2  |
| 12.  | Muravera                | 10    | 523   |      | 318 | 148 | 78  | 97  | 565  | 425 | 140  | 1,644 | 2  | 1  |
| 13.  | Ilvamaddalena           | 14    | 506   |      | 402 | 143 | 109 | 149 | 496  | 572 | -76  | 1,258 | 3  | 5  |
| 14.  | Carbonia                | 14    | 496   |      | 433 | 133 | 125 | 175 | 519  | 629 | -110 | 1,145 | 1  | 2  |
| 15.  | Tharros                 | 13    | 484   |      | 398 | 136 | 111 | 151 | 491  | 538 | -47  | 1,216 | -  | 3  |
| 16.  | Budoni                  | 8     | 475   |      | 226 | 144 | 43  | 39  | 418  | 188 | 230  | 2,101 | 2  | -  |
| 17.  | Castiadas               | 10    | 473   | -4   | 298 | 133 | 78  | 87  | 480  | 406 | 74   | 1,587 | 1  | 1  |
| 18.  | Samassi                 | 10    | 417   |      | 310 | 113 | 78  | 119 | 422  | 422 | 0    | 1,345 | -  | 1  |
| 19.  | Pula                    | 10    | 416   |      | 304 | 112 | 90  | 102 | 394  | 359 | 35   | 1,368 | -  | 2  |
| 20.  | Fertilia                | 8     | 414   |      | 256 | 115 | 69  | 72  | 406  | 280 | 126  | 1,617 | -  | 1  |
| 21.  | Ferrini Cagliari        | 10    | 409   |      | 282 | 114 | 67  | 101 | 440  | 400 | 40   | 1,45  | -  | -  |
| 22.  | Atletico Elmas          | 9     | 402   |      | 282 | 119 | 67  | 96  | 413  | 327 | 86   | 1,425 | 2  | 1  |
| 23.  | Tempio                  | 8     | 400   |      | 242 | 116 | 52  | 74  | 363  | 261 | 102  | 1,652 | 1  | 1  |
| 24.  | Arbus                   | 10    | 389   |      | 279 | 104 | 77  | 98  | 389  | 371 | 18   | 1,394 | -  | 2  |
| 25.  | Selargius               | 9     | 373   |      | 270 | 105 | 58  | 107 | 381  | 379 | 2    | 1,381 | -  | 1  |
| 26.  | Carloforte              | 8     | 346   |      | 240 | 96  | 75  | 69  | 303  | 267 | 33   | 1,441 | -  | 1  |
| 27.  | Latte Dolce             | 7     | 342   |      | 220 | 96  | 54  | 70  | 368  | 274 | 94   | 1,554 | 2  | 2  |
| 28.  | Valledoria              | 8     | 335   |      | 256 | 93  | 56  | 107 | 340  | 361 | -21  | 1,308 | -  | 2  |
| 29.  | Monastir Kosmoto        | 9     | 332   |      | 251 | 90  | 62  | 99  | 387  | 359 | 28   | 1,322 | -  | 1  |
| 30.  | Ossese                  | 6     | 328   |      | 174 | 97  | 37  | 40  | 333  | 208 | 125  | 1,885 | -  | -  |
| 31.  | Arzachena               | 7     | 314   |      | 210 | 84  | 69  | 57  | 247  | 220 | 37   | 1,495 | 2  | -  |
| 32.  | Gialeto                 | 10    | 309   |      | 300 | 84  | 93  | 123 | 305  | 414 | -109 | 1,03  | -  | -  |
| 33.  | Atletico Uri            | 6     | 293   |      | 164 | 89  | 32  | 43  | 342  | 217 | 125  | 1,786 | 1  | -  |
| 34.  | Sinnai                  | 9     | 286   |      | 270 | 79  | 81  | 110 | 292  | 322 | -30  | 1,070 | -  | 3  |
| 35.  | Porto Rotondo           | 9     | 272   |      | 256 | 68  | 68  | 120 | 292  | 377 | -85  | 1,062 | -  | 2  |
| 36.  | Bosa                    | 9     | 267   |      | 264 | 74  | 60  | 130 | 279  | 475 | -196 | 1,011 | -  | 3  |
| 37.  | Villacidrese            | 6     | 258   |      | 192 | 68  | 54  | 70  | 268  | 245 | 23   | 1,343 | 1  | 2  |
| 38.  | Torres                  | 4     | 248   |      | 132 | 70  | 38  | 24  | 218  | 105 | 113  | 1,878 | 1  | -  |
| 39.  | Villasimius             | 6     | 218   | -1   | 186 | 56  | 51  | 79  | 191  | 254 | -63  | 1,172 | -  | 1  |
| 40.  | Sanluri                 | 5     | 218   |      | 144 | 62  | 32  | 50  | 206  | 169 | 37   | 1,513 | 1  | -  |
| 41.  | Terralba                | 6     | 194   |      | 184 | 58  | 48  | 78  | 233  | 285 | -52  | 1,054 | -  | -  |
| 42.  | Quartu 2000             | 5     | 192   |      | 150 | 53  | 34  | 63  | 181  | 197 | -16  | 1,28  | -  | 1  |
| 43.  | La Palma Alghero        | 5     | 188   |      | 150 | 51  | 34  | 65  | 171  | 213 | -42  | 1,253 | -  | -  |
| 44.  | Olbia                   | 3     | 187   |      | 94  | 53  | 28  | 17  | 154  | 80  | 74   | 1,989 | 1  | -  |
| 45.  | Santa Teresa di Gallura | 5     | 181   | -1   | 150 | 64  | 48  | 38  | 211  | 151 | 60   | 1,206 | 1  | 1  |
| 46.  | Guspini                 | 5     | 174   |      | 138 | 46  | 36  | 55  | 188  | 203 | -15  | 1,260 | -  | 1  |
| 47.  | Ittiri                  | 5     | 173   |      | 154 | 41  | 44  | 59  | 173  | 192 | -19  | 1,123 | -  | 2  |
| 48.  | Corrasi Oliena          | 5     | 172   |      | 150 | 40  | 52  | 58  | 165  | 222 | -57  | 1,146 | -  | 1  |
| 49.  | Li Punti                | 6     | 169   |      | 158 | 43  | 40  | 74  | 179  | 253 | -74  | 1,069 | -  | 1  |
| 50.  | Porto Corallo           | 4     | 161   | -2   | 124 | 48  | 19  | 57  | 160  | 283 | -123 | 1,298 | -  | 1  |
| 51.  | La Palma                | 5     | 159   |      | 147 | 42  | 33  | 72  | 182  | 249 | -67  | 1,081 | -  | 3  |
| 52.  | Tonara                  | 4     | 147   |      | 122 | 37  | 36  | 49  | 180  | 186 | -6   | 1,204 | -  | 1  |
| 53.  | Progetto Sant'Elia      | 3     | 143   |      | 143 | 98  | 40  | 23  | 149  | 154 | -5   | 1,459 | 1  | 1  |
| 54.  | Porto Torres            | 3     | 141   |      | 98  | 41  | 18  | 39  | 150  | 173 | -23  | 1,438 | 1  | 1  |
| 55.  | Monreale                | 5     | 128   |      | 150 | 30  | 34  | 86  | 149  | 283 | -134 | 0,853 | -  | 2  |
| 56.  | Buddusò                 | 4     | 126   |      | 120 | 33  | 27  | 60  | 124  | 174 | -50  | 1,05  | -  | 1  |
| 57.  | Ploaghe                 | 3     | 124   |      | 94  | 38  | 28  | 28  | 119  | 112 | 7    | 1,319 | -  | 1  |
| 58.  | Sorso                   | 2     | 122   |      | 62  | 36  | 14  | 12  | 91   | 57  | 20   | 1,967 | -  | -  |
| 59.  | San Sperate             | 4     | 121   |      | 120 | 40  | 41  | 39  | 122  | 130 | -8   | 1,008 | -  | 1  |
| 60.  | Thiesi                  | 4     | 117   |      | 120 | 30  | 33  | 57  | 102  | 168 | -66  | 0,975 | -  | 2  |
| 61.  | Ariete Solanas          | 3     | 107   |      | 90  | 37  | 23  | 20  | 119  | 86  | 33   | 1,188 | -  | 1  |
| 62.  | Lanusei                 | 2     | 102   |      | 70  | 27  | 21  | 22  | 135  | 88  | 47   | 1,457 | -  | 1  |
| 63.  | Macomer                 | 3     | 100   |      | 90  | 27  | 23  | 40  | 113  | 153 | -40  | 1,111 | -  | 1  |
| 64.  | Barisardo               | 3     | 97    |      | 92  | 26  | 19  | 47  | 91   | 144 | -53  | 1,054 | -  | 1  |
| 65.  | Fermassenti             | 3     | 94    |      | 90  | 27  | 28  | 35  | 113  | 139 | -26  | 1,044 | 1  | 2  |
| 66.  | Tergu Plubium           | 2     | 93    |      | 60  | 27  | 12  | 21  | 109  | 93  | 16   | 1,55  | -  | -  |
| 67.  | Bittese                 | 3     | 93    |      | 90  | 22  | 27  | 41  | 76   | 116 | -40  | 1,033 | -  | 1  |
| 68.  | Stintino                | 2     | 85    |      | 62  | 21  | 22  | 19  | 83   | 91  | -8   | 1,370 | -  | 1  |
| 69.  | Decimoputzu             | 3     | 73    |      | 90  | 21  | 31  | 38  | 93   | 128 | -36  | 0,811 | -  | 1  |
| 70.  | Ozierese                | 3     | 67    |      | 90  | 20  | 27  | 43  | 72   | 116 | -44  | 0,766 | -  | 2  |
| 71.  | Sant'Antioco            | 2     | 66    |      | 60  | 16  | 18  | 26  | 68   | 92  | -24  | 1,1   | -  | 1  |
| 72.  | Asseminese              | 3     | 65    |      | 75  | 17  | 14  | 44  | 87   | 154 | -67  | 0,866 | -  | 1  |
| 73.  | Mandas                  | 2     | 59    |      | 60  | 12  | 23  | 25  | 59   | 101 | -42  | 0,983 | -  | 1  |
| 74.  | Riunite Villacidro      | 2     | 58    |      | 68  | 16  | 10  | 42  | 78   | 120 | -42  | 0,852 | -  |    |
| 75.  | Orrolese                | 2     | 52    |      | 60  | 13  | 13  | 34  | 57   | 103 | -46  | 0,866 | -  | 1  |
| 76.  | Idolo                   | 2     | 48    |      | 41  | 14  | 6   | 21  | 51   | 62  | -11  | 1,170 | -  | 1  |
| 77.  | Decimese                | 1     | 39    |      | 30  | 12  | 3   | 15  | 34   | 40  | -6   | 1,3   | -  | -  |
| 78.  | Serramanna              | 1     | 26    |      | 30  | 7   | 5   | 18  | 33   | 55  | -22  | 0,866 | -  | 1  |
| 79.  | Olmedo                  | 1     | 25    |      | 34  | 6   | 7   | 21  | 42   | 72  | -34  | 0,735 | -  | 1  |
| 80.  | Berchidda               | 1     | 23    |      | 30  | 4   | 11  | 15  | 23   | 48  | -39  | 0,726 | -  | 1  |

## Statistiche e record
- Maggior media punti:

○ 2 punti a vittoria: 1,7 (Monteponi Iglesias 1995-1996)

○ 3 punti a vittoria: 2,73 (Nuorese 2004-2005)
- Peggior media punti:

○ 2 punti a vittoria: 0,43 (Decimoputzu1993-1994) 

○ 3 punti a vittoria: -1,93 (Porto Corallo 2015-2016)
- Maggior numero di vittorie: 26/30 (Nuorese 2004-2005)
- Minor numero di vittorie: 0/30 (Latte Dolce 2002-2003, Porto Corallo 2015-2016)
- Maggior numero di pareggi: 10/23 (Arbus 2019-2020)
- Minor numero di pareggi: 0/30 (Porto Corallo 2015-2016)
- Maggior numero di sconfitte: 30/30 (Porto Corallo 2015-2016)
- Minor numero di sconfitte: 0/30 (Nuorese 2004-2005)
- Miglior attacco: 111 (Muravera 2018-2019)
- Peggior attacco: 9 (Porto Corallo 2015-2016)
- Miglior difesa: 10 (Monastir Kosmoto 2024-2025)
- Peggior difesa: 179 (Porto Corallo 2015-2016)
- Miglior differenza reti: +71 (Nuorese 2004-2005)
- Peggior Differenza reti: -170 (Porto Corallo 2015-2016)
- Squadre più titolate della categoria dal 1922 a oggi: Cagliari,  Calangianus ,  Monteponi Iglesias 6 titoli.
- Squadre più titolate della categoria dal 1991 a oggi: Ilvamaddalena 3 titoli
- Maggior numero di retrocessioni: 5 Ilvamaddalena
- Squadra con più partecipazioni: 25 Taloro Gavoi
- Prima squadra vincitrice: Castelsardo 1991-1992.
- Capocannoniere con più titoli: 6 Giampaolo Murru
- Capocannoniere con più gol in una stagione: 43 Giuseppe Meloni
- Unica squadra mai retrocessa al di sotto del massimo livello regionale (Eccellenza ed antesignanti) è l'Olbia.
- L'unica squadra sarda che disputa tornei maggiori e non ha mai militato in Eccellenza è il Cagliari.

## Albo d'oro Campionato Promozione Sardegna
Nel 1952 la Promozione iniziò a indicare la massima categoria del calcio regionale. Nelle stagioni 1957-58 e 1958-59 questa denominazione non fu utilizzata perché il campionato fu ridenominato Campionato Nazionale Dilettanti. L'odierno campionato di Promozione è organizzato con continuità dal 1968 fino al 1991. Con l'istituzione nel 1991 del campionato di Eccellenza come massima categoria regionale, col termine di Promozione si prese poi a indicare il secondo livello calcistico regionale italiano.

Dal 1952 al 1990 massimo Campionato Regionale (I livello) dal 1991 ad oggi secondo Campionato Regionale (II livello)
| Squadra            | Titoli | Edizioni                                              |
| ------------------ | ------ | ----------------------------------------------------- |
| Alghero            | 5      | 1976-1977, 1990-1991, 1994-1995, 1997-1998, 2010-2011 |
| Monteponi Iglesias | 5      | 1968-1969, 1971-1972, 1987-1988, 2004-2005, 2021-2022 |
| Nuorese            | 5      | 1970-1971, 2000-2001, 2009-2010, 2012-2013, 2023-2024 |
| Calangianus        | 4      | 1954-1955, 1975-1976, 1978-1979, 2021-2022            |
| Sinnai             | 4      | 1980-1981, 1990-1991, 1994-1995, 1997-1998            |
| Ilvamaddalena      | 4      | 1986-1987, 2000-2001, 2015-2016, 2019-2020            |
| Porto Rotondo      | 3      | 1996-1996, 2007-2008, 2017-2018                       |
| Olbia              | 2      | 1952-1953, 1956-1957                                  |
| Tempio             | 2      | 1955-1956, 2022-2023                                  |
| Thiesi             | 2      | 1972-1973, 1987-1988                                  |
| Monreale           | 2      | 1953-1954, 2001-2002                                  |
| Tharros            | 2      | 1973-1974, 2021-2022                                  |
| Carbonia           | 2      | 1977-1978, 1991-1992                                  |
| Fertilia           | 2      | 1979-1980, 1981-1982                                  |
| Carloforte         | 2      | 1981-1982, 1992-1993                                  |
| Gialeto            | 2      | 1982-1983, 2003-2004                                  |
| Ozierese           | 2      | 1983-1984, 1988-1989                                  |
| Pirri              | 2      | 1984-1985, 1988-1989                                  |
| Macomer            | 2      | 1984-1985, 2002-2003                                  |
| Ittiri             | 2      | 1985-1986, 1992-1993                                  |
| Pula               | 2      | 1993-1994, 2010-2011                                  |
| Arbus              | 2      | 1996-1997, 2017-2018                                  |
| Buddusò            | 2      | 1998-1999, 2024-2025                                  |
| Muravera           | 2      | 1999-2000, 2008-2009                                  |
| Castelsardo        | 2      | 2001-2002, 2013-2014                                  |
| Latte Dolce        | 2      | 2005-2006, 2011-2012                                  |
| Villasimius        | 2      | 2005-2006, 2022-2023                                  |
| Samassi            | 2      | 2011-2012, 2017-2018                                  |
| Lanusei            | 2      | 2013-2014, 2024-2025                                  |

### 1 titolo
- Guspini 1969-1970
- Sant'Elena 1974-1975
- Porto Torres 1977-1978
- Sant'Antioco 1978-1979
- Isili 1979-1980
- Sorso 1980-1981
- San Marco Cabras 1982-1983
- Fersulcis 1983-1984
- Gonnesa 1985-1986
- La Palma 1986-1987
- Selargius 1989-1990
- Ariete Solanas 1991-1992
- Arzachena 1993-1994
- Villacidrese 1995-1996
- Bittese 1996-1997
- Mandas 1998-1999
- Taloro Gavoi 1999-2000
- Quartu 2000 2002-2003
- La Palma Alghero 2003-2004
- Budoni 2004-2005
- Decimese Aurora e Decimo 2006-2007
- Sanluri 2007-2008
- Torres 2008-2009
- Riunite Villacidro 2009-2010
- Serramanna 2012-2013
- Ferrini Cagliari 2014-2015
- Atletico Uri 2014-2015
- Orrolese 2015-2016
- Stintino 2016-2017
- San Marco Assemini 2018-2019
- Ossese 2018-2019
- Idolo 2019-2020
- Barisardo 2022-2023
- Monastir Kosmoto 2023-2024

### Campionato Nazionale Dilettanti Sardegna
Nuorese 1957-1958

 Calangianus 1958-1959